# 97 (nombre)
« Quatre-vingt-dix-sept » et « Nonante-sept » redirigent ici. Pour l'année, voir 97.
Le nombre 97 (quatre-vingt-dix-sept ou nonante-sept) est l'entier naturel qui suit 96 et qui précède 98.

## En mathématiques
Le nombre 97 est :
- Le 25e nombre premier, qui suit 89 et qui précède 101, il s'agit du dernier nombre premier à deux chiffres.
- Le 20e nombre premier non brésilien (le suivant est également 101).
- un nombre premier cousin avec 101.
- Un auto nombre.
- 1/97 donne les premières puissances de 3 dans ses décimales (=0,01030927…) 3^0=1. 3^1=3. 3^2=9. 3^3=27.
- un nombre premier long.
- Le nombre 97,5 est utilisé en statistique

## Dans d'autres domaines
Le nombre 97 est aussi :
- Le nombre utilisé pour calculer la clé de contrôle du numéro d'identification des personnes (NIR) ou encore du numéro de compte bancaire (RIB).
- Le numéro atomique du berkélium, un actinide.
- le numéro de la sourate Al-Qadr dans le Coran.
- Le numéro de la route européenne E97 qui part de Rostov-sur-le-Don en Russie jusqu'à Askale en Turquie.
- Le numéro de l'Interstate 97, une autoroute de l'État du Maryland, l'Interstate la plus courte des É.-U. continentaux.
- Les deux premiers chiffres des n° des cinq départements d'outre-mer :
  - 971 pour la Guadeloupe,
  - 972 pour la Martinique,
  - 973 pour la Guyane,
  - 974 pour La Réunion,
  - 976 pour Mayotte.

et des trois collectivités d'outre-mer :
- 975 pour Saint-Pierre-et-Miquelon,
- 977 pour Saint-Barthélemy,
- 978 pour Saint-Martin.
- Années historiques : -97, 97 ou 1997.
- Ligne 97 .
- Le nombre de personnes décédées lors de la Catastrophe d'Hillsborough